# سالنامه

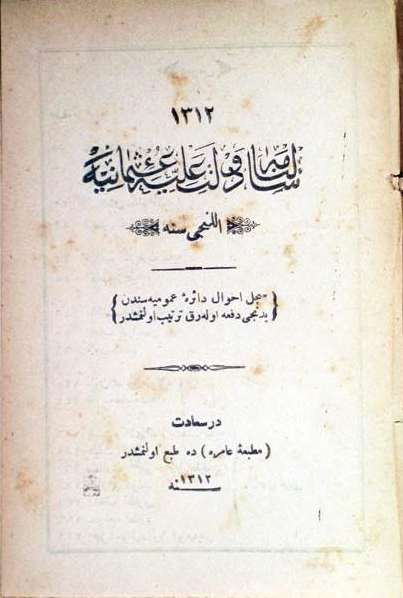
غلاف سالنامه 1312 هجري.

سالنامه (مركب من الكلمتين الفارسية: سال بمعنى سنة، ونامه بمعنى كتاب) هي الكتب السنوية التي لخصت لأهم أحداث الدولة العثمانية الإدارية والعسكرية.
صدرت السالنامات من عام 1263 هـ إلى سنة 1334 هـ - أي 75 عدداً - ما عدا السالنامات الأهلية والحكومية الأخرى. قام بإعدادها أحمد وفيق باشا وأحمد جودت باشا برعاية الصدر الأعظم عثماني مصطفى رشيد باشا وكان مصلحاً معروفاً.

## المصدر
1. ↑  صابان، سهيل (1421 هـ / 2000 م). المعجم الموسوعي للمصطلحات العثمانية التاريخية. الرياض: مطبوعات مكتبة الملك فهد الوطنية. ص. 131. ISBN:9960001490. {{استشهاد بكتاب}}: تحقق من التاريخ في: |سنة= (مساعدة)